# Indostomus
Indostomus è un genere di pesci ossei d'acqua dolce. Si tratta dell'unico genere appartenente alla famiglia Indostomidae (ordine Gasterosteiformes).

## Distribuzione e habitat
Le tre specie sono endemiche del Sud-est asiatico (Thailandia, Birmania, Cambogia e bacino del Mekong). Popolano acque dolci con poca o nulla corrente, spesso nella foresta pluviale.

## Descrizione
L'aspetto di questi pesci è simile a quello dei Gasterosteidae ma il corpo è molto allungato. Assomigliano alla specie Spinachia spinachia. Il corpo è ricoperto di piastre ossee. La pinna dorsale e la pinna anale sono brevi, arretrate, identiche e opposte. Sono privi di costole. La dorsale è preceduta da 5 spine prive di membrana. Sono pesci di piccolissima taglia che non superano i 3 cm.

## Biologia
Ignota.

## Specie
- Indostomus crocodilus
- Indostomus paradoxus
- Indostomus spinosus[2]